# Суперкубок Андорри з футболу 2006
Суперкубок Андорри з футболу 2006 — 4-й розіграш турніру. Матч відбувся 17 вересня 2006 року між чемпіоном Андорри клубом Ранжерс та володарем кубка Андорри клубом Санта-Колома. 
| Володар Суперкубка Андорри 2006 |
| ------------------------------- |
| logo                            |
| Ранжерс Перший титул            |

## Матч

### Деталі
| 17 вересня 2006 |

| Ранжерс                                      | 4:3 дч   | Санта-Колома                             |
| -------------------------------------------- | -------- | ---------------------------------------- |
| Порта 90' Шанша 90+1', 99' Карлуш Кунья 102' | Протокол | Тоскано 9' (пен.), 115' (пен.) Дієго 16' |

| Комуналь д'Айшовалль, Айшовалль |